# (18058) 1999 XY129
(18058) 1999 XY129 è un asteroide troiano di Giove del campo greco. Scoperto nel 1999, presenta un'orbita caratterizzata da un semiasse maggiore pari a 5,113180 UA e da un'eccentricità di 0,079573, inclinata di 9,075011° rispetto all'eclittica. Ha un periodo di rotazione di 374,846 ore.